# 东非

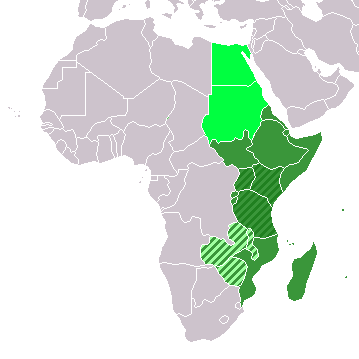
东非国家
东非共同体
前英属中非联邦
广义上的东非

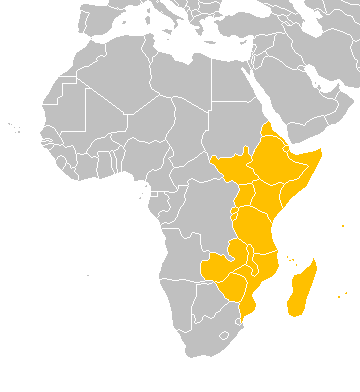
东部非洲(联合国会员国)

东非即非洲的东部地区，根據聯合國的次分區共有18個国家或屬地：
- 埃塞俄比亞、索馬里（含索馬利蘭）、厄立特里亚和吉布提，以上几國在地理上稱為非洲之角[2]
- 坦桑尼亚、肯尼亚、乌干达、卢旺达、布隆迪和南苏丹，以上六國組成東非共同體[3]
- 赞比亚、津巴布韦和马拉维，以上三國曾組成現已解散的羅德西亞與尼亞薩蘭聯邦（或稱中非聯邦），這三國有時被視為南部非洲的國家
- 莫桑比克和马达加斯加，這兩國有時被視為南部非洲的國家，後者與東南亞和大洋洲的南島民族有密切的關係
- 葛摩、塞舌尔和毛里求斯，是位於印度洋上的島國
- 法國屬地馬約特和留尼旺
- 东非有时也包括苏丹和埃及。[來源請求]

## 联合国会员国列表
| 地区                         | 国家       |
| ---------------------------- | ---------- |
| 东部非洲                     | 衣索比亞   |
| 东部非洲                     |            |
| 东部非洲                     |            |
| 东部非洲                     |            |
| 东部非洲                     | 坦桑尼亚   |
| 东部非洲                     |            |
| 东部非洲                     | 乌干达     |
| 东部非洲                     | 卢旺达     |
| 东部非洲                     |            |
| 东部非洲                     | 尚比亞     |
| 东部非洲                     | 辛巴威     |
| 东部非洲                     | 马拉维     |
| 东部非洲                     | 马达加斯加 |
| 东部非洲                     | 模里西斯   |
| 东部非洲                     | 南蘇丹     |
| 东部非洲                     | 塞舌尔     |
| 东部非洲                     | 莫桑比克   |
| 东部非洲                     |            |
| 东部非洲（广义上，也属北非） | 苏丹       |
| 东部非洲（广义上，也属北非） | 埃及       |

## 非联合国会员国列表
| 地区     | 国家     |
| -------- | -------- |
| 东部非洲 | 索馬利蘭 |

## 属地列表
| 地区     | 国家   |
| -------- | ------ |
| 东部非洲 | 马约特 |
| 东部非洲 | 留尼汪 |

## 區域合作組織
- 东部和南部非洲共同市场
- 东非共同体
  - 东非联邦

- 南部非洲发展共同体